# Заповідна печера
Заповідна (рос. Заповедная) — печера в Архангельській області, на Біломорсько-Кулойському плато європейської півночі Росії. Карстова печера горизонтального типу простягання. Загальна протяжність — 150 м. Глибина печери становить 10 м. Категорія складності проходження ходів печери — 1.